# Dialta limula
Dialta limula är en fjärilsart som beskrevs av Sukhareva 1978. Dialta limula ingår i släktet Dialta och familjen nattflyn. Inga underarter finns listade i Catalogue of Life.